# 6a Divisió SS de Muntanya Nord
6a Divisió SS de Muntanya Nord (alemany 6ª SS-Gebirgs-Division Nord) va ser una unitat de tropes nacionalsocialistes de muntanya que va combatre durant la Segona Guerra Mundial enquadrada a les Waffen-SS, la branca militar de les Schutzstaffel (SS), amb el rang orgànic de Divisió. Va prendre part especialment en combats al Front Oriental.

## Historial
Un primer grup de combat «Nord» (SS Kampfgruppe Nord) va ser constituït al setembre de 1941 a partir d'un nucli format per SS. Era una brigada present a Noruega.
Va ser enviat a Lapònia finlandesa per a participar en l'Operació Barbarossa enquadrada en el XXXVIè Cos d'Exèrcit alemany. El juliol de 1941 va prendre part a l'Operació Silberfuchs (‘Operació Guineu Argentat’), que pretenia alliberar el territori finlandès ocupat per l'Exèrcit Roig després de la Guerra d'Hivern, així com la invasió de la Carèlia soviètica i l'ocupació del port àrtic de Múrmansk.
Degut a la inexperiència de les tropes, el grup de combat va sofrir fortes pèrdues (700 morts en dos dies) en l'atac contra la ciutat de Salla l'estiu de 1941. El juny 1941 va ser rebatejat SS Divisió Nord.
El febrer del 1942 va ser reorganitzada i elevada al grau de divisió amb membres de la 3a Divisió SS Totenkopf. Integrada posteriorment en el 3r Cos d'Exèrcit finlandès, va actuar en el sector de Kiestinki durant 1214 dies consecutius en la taiga subàrtica contra les forces soviètiques. En la segona meitat de 1944 va prendre part en la Guerra de Lapònia contra Finlàndia, després que aquest país escandinau signés l'armistici amb la Unió Soviètica.
La Divisió va actuar en la rereguarda de les forces alemanyes entre setembre i novembre de 1944, en una marxa de gairebé 1.600 quilòmetres fins a la part meridional de Noruega. Traslladada després a Dinamarca, i posteriorment a Alemanya, les restes de la divisió es van rendir als nord-americans el maig de 1945 a Baviera.

## Condecorats amb la Creu de Cavaller de la Creu de Ferro
Quatre membres de la unitat van ser condecorats amb la Creu de Cavaller de la Creu de Ferro.

## Comandants
- SS-Brigadeführer Karl Herrmann (28 de febrer de 1941 – 15 de maig de 1941)
- SS-Obergruppenführer Karl-Maria Demelhuber (15 de maig de 1941 – 1 d'abril de 1942)
- SS-Obergruppenführer Matthias Kleinheisterkamp (1 d'abril de 1942 – 20 d'abril de 1942)
- SS-Oberführer Hans Scheider (20 d'abril de 1942 – 14 de juny de 1942)
- SS-Obergruppenführer Matthias Kleinheisterkamp (14 de juny de 1942 – 15 de gener de 1943)
- SS-Gruppenführer Lothar Debes (15 de gener de 1943 – 14 de juny de 1943)
- SS-Obergruppenführer Friedrich-Wilhelm Krüger (14 de juny de 1943 – 23 d'agost de 1944)
- SS-Brigadeführer Gustav Lombard (23 d'agost de 1944 – 1 de setembre de 1944)
- SS-Gruppenführer Karl Brenner (1 de setembre de 1944 – 3 d'abril de 1945)
- SS-Standartenführer Franz Schreiber (3 d'abril de 1945 – 8 de maig de 1945)